# Janko Hočevar
Janko Hočevar (14. dubna 1866 Podlog – 10. prosince 1947 Lublaň) byl rakouský právník a politik slovinské národnosti z Kraňska, na počátku 20. století poslanec Říšské rady.

## Biografie
Byl statkářem v Kršku (Gurkfeld). Navštěvoval národní školu a gymnázium v Lublani. Pak vystudoval práva na Vídeňské univerzitě a ve Vídni absolvoval jednoroční soudní praxi. Jako advokát byl činný do roku 1905. Byl veřejně a politicky aktivní. Zasedal v obecní radě v Kršku, byl viceprezidentem místní spořitelny a předsedou místní školní rady.
Působil i jako poslanec Říšské rady (celostátního parlamentu Předlitavska), kam usedl ve volbách do Říšské rady roku 1907, konaných poprvé podle všeobecného a rovného volebního práva. Byl zvolen za obvod Kraňsko 09.
Ve volbách roku 1907 byl popisován jako slovinský klerikální kandidát. Byl členem Slovinské lidové strany. Po volbách roku 1907 byl uváděn coby člen poslaneckého Slovinského klubu.
Po první světové válce působil v Klagenfurtu, pak Lublani a nakonec Bělehradě, kde zastával funkci poradce ministra pro sociální politiku.